# Newhall House (Highland)

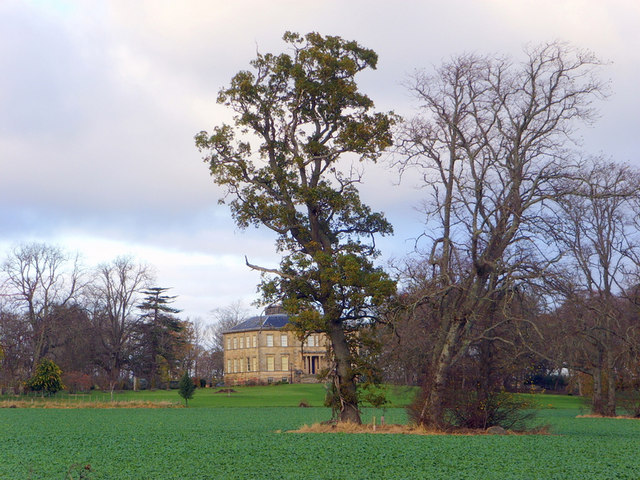
Newhall House

Newhall House ist ein Herrenhaus nahe der schottischen Ortschaft Jemimaville auf der Halbinsel Black Isle in der Council Area Highland. 1971 wurde das Bauwerk in die schottischen Denkmallisten in der höchsten Denkmalkategorie A aufgenommen. Seine Südpforte sowie der Gutshof sind jeweils separat als Kategorie-B-Denkmale geschützt.

## Geschichte
Über das ursprüngliche Newhall House ist wenig bekannt. Es befand sich etwa am Standort der heutigen Pforte. In den heutigen Gärten sind Brunnenfragmente aus dem 16. Jahrhundert und eine um 1700 geschaffene Sonnenuhr zu finden. 1725 ließ Alexander Urquhart ein neues Gebäude errichten. Kurze Zeit später ging das Anwesen an den Clan Gordon über. Das heutige Newhall House wurde im Jahre 1805 für Donald Mackenzie of Newhall errichtet. Als Architekt zeichnete der in Inverness ansässige James Smith für die Planung verantwortlich. Beim Bau wurden Fragmente des Vorgängerbaus in die Struktur integriert. Südlich des Herrenhauses erstreckten sich einst Parkanlagen. Auf Luftaufnahmen aus den 1950er Jahren war ihre Struktur noch erkennbar, seit den 1970er Jahren sind keine Spuren mehr ersichtlich.

## Beschreibung
Newhall House steht isoliert rund zwei Kilometer westlich von Jemimaville nahe dem Südufer des Cromarty Firth. Das zweigeschossige Herrenhaus ist klassizistisch ausgestaltet. Seine südostexponierte Hauptfassade ist fünf Achsen weit. Am Mittelrisalit tritt ein tetrastyler dorischer Portikus aus der Fassade heraus, der über eine kurze Vortreppe zugänglich ist. Schlichte Gesimse bekrönen die zwölfteiligen Sprossenfenster des Erdgeschosses. Die Gebäudekanten sind mit rustizierten Ecksteinen ornamentiert. Unterhalb des schiefergedeckten Plattformdachs läuft ein Kranzgesims um.
Die Hauptpforte befindet sich abseits der B9163 rund 500 Meter südöstlich von Newhall House. Ihre quadratischen Pfosten sind mit Fries und Kranzgesims ausgeführt. Kleinere Fußgängertore flankieren die Hauptpforte und tragen ebenso gusseiserne Torflügel. Zu beiden Seiten sind geschweifte Mauern zur Straße hin fortgeführt.
Den rund 300 nordwestlich des Herrenhauses gelegenen Gutshof ließ Colin Mackenzie of Newhall um 1830 errichten. Vier zweigeschossige, längliche Gebäudeteile umschließen einen länglichen Innenhof. Ihr Mauerwerk besteht aus Bruchstein mit Natursteineinfassungen. Die südexponierte Hauptfassade ist neun Achsen weit. Sie ist mit Mittel- und Eckrisaliten ausgeführt. Am Mittelrisalit führt ein rundbogiger Torweg auf den Innenhof. Der Risalit ist als Taubenturm fortgeführt und schließt mit einer geschweiften Haube mit Wetterfahne. Im Inneren sind 550 steinerne Nistkästen gereiht. Segmentbogige Tore in den Eckrisaliten gehören zu den Remisen. Die Ostfassade ist elf Achsen weit. Südlich steht eine separierte Remise mit Kornspeicher und Schmiede.